# Milwaukee Art Museum
Le Milwaukee Art Museum (connu sous l'acronyme MAM) est situé à Milwaukee sur les bords du lac Michigan dans l'État du Wisconsin.

## Historique
En 1888, l'homme d'affaires Frederick Layton (en) s'engage à bâtir la première galerie d'art permanente à Milwaukee. Afin d'atteindre ce but, il offre 100 000 $ et trente-huit peintures. Son geste donne naissance à la Layton Art Gallery. En 1888, en parallèle, un groupe d'artistes d'origine allemande et d'autres hommes d'affaires s'associent pour créer la Milwaukee Art Association, devenue la Milwaukee Art Society au tournant du XXe siècle, puis le Milwaukee Art Institute après 1916. En 1957, la fusion de ces deux entités donne naissance au Milwaukee Art Center. En 1980, l'institution est renommée Milwaukee Art Museum.
En 2001, un nouveau bâtiment s'est ajouté au corps principal, conçu par l'architecte espagnol Santiago Calatrava Valls (sa première commande américaine) : il comporte une sculpture de brise-soleil, avec des auvents s'ouvrant et se fermant comme les ailes d'un grand oiseau. Le musée est devenu depuis un symbole important pour la ville. Les galeries conçues en 1957 par l'architecte finlandais Eero Saarinen se trouvent toujours au cœur de l'ancien corps de bâtiment.
En novembre 2015, le musée a inauguré de nouveaux espaces financés conjointement par les dons du public et le comté de Milwaukee. Ajoutant 16 000 pieds carrés (environ 1 500 mètres carrés) de superficie à l'institution, ils permettent désormais à 2 500 objets de la collection d'être exposés.

## Collections
La collection est composée d'environ 32 000 objets. Le MAM comprend une exposition permanente d'œuvres classiques des XIXe et XXe siècles, ainsi que d'œuvres des peintres expressionnistes allemands, d'art haïtien, d'art décoratif américain, de folk art et d'art américain réalisé après les années 1960. Il possède un grand nombre d'œuvres de Georgia O'Keeffe.

## Œuvres
Parmi les œuvres conservées par l'institution, notons:
- Washington Allston, A Scene in an Eating House, 1813[5]
- Lawrence Alma-Tadema, A Roman Amateur, dit aussi A Roman Art Lover, 1870[6]
- Sofonisba Anguissola, The Artist's Sister Minerva Anguissola, vers 1564[7]
- Jean-Jacques Audubon, Entrapped Otter (Canada Otter), vers 1827–30[8]
- Jules Bastien-Lepage, Le Père Jacques, 1881[9]
- Cecilia Beaux, Olive Bagley, Mrs. Stedman Buttrick and Son John, 1909[10]
- Julia Beck, Nénuphars, vers 1890[11]
- George Bellows, The Sawdust Trail, 1916[12]
- Rigaud Benoit, Flower Carnival, dit aussi Carnaval des Fleurs, 1973[13]
- Albert Bierstadt, Wind River Mountains, Nebraska Territory, 1862[14]
- Rosa Bonheur, Two Goats, vers 1870[15]
- Pierre Bonnard, View from the Artist's Studio, Le Cannet, 1945[16]
- Georges Braque, Seated Nude, 1906[17]
- Gustave Caillebotte, Périssoires sur l'Yerres, 1877[18]
- Giovanni Benedetto Castiglione, Noah and the Animals Entering the Ark, vers 1650[19]
- Philippe de Champaigne, Moses Presenting the Tablets of the Law, vers 1648[20]
- William Merritt Chase, Gathering Wild Flowers, vers 1895
- Frederic Edwin Church, A Passing Shower, 1860[21]
- Chuck Close, Nancy, 1968[22]
- Thomas Cole, Storm in the Wilderness, 1826–28[23]
- Gustave Courbet, Clément Laurier, 1855[24]
- Richard Diebenkorn, Ocean Park No. 16, 1968[25]
- Pierre Dumont (1884-1936), La Cathédrale de Rouen, huile sur toile, vers 1912[26]
- Robert S. Duncanson, Minneopa Falls, 1862[27]
- Govert Flinck, Portrait d'un homme et Portrait d'une femme[28], 1648[29]
- Jean-Honoré Fragonard, The Shepherdess, vers 1750-52[30]
- Jean-Léon Gérôme, Les Deux Majestés, 1883[31]
- Eva Hesse, Right After, 1969[32]
- Winslow Homer, Hark! The Lark, 1882[33]
- Eastman Johnson, Portrait of Frederick Layton, 1893[34]
- Donald Judd, Untitled, 1966-68[35]
- Vassily Kandinsky, Fragment I for Composition VII (Center), 1913[36]
- John Frederick Kensett, Lakes of Killarney, 1857[37]
- Anselm Kiefer, Midgard, 1982–85[38]
- Ernst Ludwig Kirchner, Dodo with a Feather Hat (Dodo mit Federhut), 1911[39]
- Paul Klee, Hot-Blooded Girl, 1938[40]
- Frederic Leighton, At the Fountain, probablement en 1891–92[41]
- Catherine Lusurier (1752-1781), Portrait de jeune fille, 1776[42]
- Joan Miró, Peinture (Le Fou du roi), 1926[43]
- Claude Monet, Waterloo Bridge, Sunlight Effect, vers 1900, daté de 1903[44]
- Roger Montané (1916-2002)[réf. nécessaire]
- Georgia O'Keeffe, The Cliff Chimneys, 1938[45]
- Philomé Obin, Leconte's Rebels, July, 1911, dit aussi Les Cacos de Loconte, Juillet, 1911, 1946[46]
- Jan van Os, Flowers in Terra-cotta Vase, après 1780[47]
- Cornelia Parker, Edge of England, 1999[48]
- Rubens Peale, Apple and Two Pears on a Pewter Plate, 1861[49]
- Frederic Remington, Mexican Soldier, 1888[50]
- Pierre-Auguste Renoir, View of Bougival, 1873[51]
- Auguste Rodin, The Kiss, dit aussi Le Baiser, dit aussi Paolo and Francesca, 1886[52]
- Auguste Rodin, The Walking Man, dit aussi L'Homme qui marche, 1905, fonte après 1953
- Mark Rothko, Green, Red, Blue, 1955[53]
- Antonio Rotta (1828–1903), The Retarded Child, huile sur toile, 1885[54]
- Francesco Solimena, Madonna and Child with St. Januarius and St. Sebastian, vers 1700[55]
- Pierre Soulages, Peinture 195 × 130 cm, 20 juillet 1956, 1956[56]
- Gilbert Stuart, Eliza Susan Morton, Mrs. Josiah Quincy, 1809[57]
- Maurice de Vlaminck, The Wheat Field, dit aussi Champs de blé, vers 1906[58]
- Francisco de Zurbarán, Saint François d'Assise dans sa tombe, 1630-34[59]

Parmi les œuvres offertes par Frederick Layton à la Layton Art Gallery en 1888 et aujourd'hui au Milwaukee Art Museum, relevons:
- Hugh Bolton Jones, The Salt Meadow, 1888 (inv. L1888.1)[61]
- Victor Binet, Près de Quilleboeuf, Normandie, non daté (inv. L1888.2)[62]
- Henri Leys, Intérieur d'un cabaret, 1842 (inv. L1888.3)[63]
- William-Adolphe Bouguereau, Homère et son guide, 1874 (inv. L1888.5)[64]
- Edward William Cooke, The Pilot Boat, dit aussi Trouville Fishing Boat in a Fresh Breeze, vers 1839 inv. L1888.6)[65]
- Eugène Verboeckhoven, Summer Evening, 1873 (inv. L1888.7)[66]
- George Henry Boughton, The Two Farewells, 1873 (inv. L1888.8)[67]
- Francis Davis Millet, A Hymn, non daté (inv. L1888.12)[68]
- James Tissot, London Visitors, 1874 (inv. L1888.14)[69]
- Alfred von Kowalski-Wierusz, Winter in Russia, avant 1885 (inv. L1888.15)[70]
- Alfred Cornelius Howland, Driving a Bargain, dit aussi Bargaining for a Calf, 1879 (inv. L1888.16)[71]
- Hugh Bolton Jones, Late Autumn, avant 1888 (inv. L1888.18)[72]
- Thomas Hicks (en), Dropped in to Hear the News, vers 1880–85 (inv. L1888.20)[73]
- Jonathan Eastman Johnson, The Old Stagecoach, 1871 (inv. L1888.22)[74]
- Christian Ludwig Bokelmann, The People’s Bank Shortly Before the Crash, 1877 (inv. L1888.24)[75]
- Léon Victor Dupré, Paysage, 1868 (inv. L1888.25)[76]
- Alexander Helwig Wyant, Summer Landscape, vers 1885 (inv. L1888.26)[77]
- John George Brown (en), A Cozy Corner, vers 1885–87 (inv. L1888.27)[78]
- George Henry Yewell, General Grant's Last Home, Drexel Cottage, Mt. McGregor NY, 1885 (inv. L1888.28)[79]